# بحث مقارن
البحث المقارن هو منهجية للبحث في العلوم الاجتماعية تهدف إلى عقد مقارنات بين الدول أو الثقافات المختلفة. ومن المشكلات الكبرى التي يتسم بها البحث المقارن هي أن مجموعات البيانات في الدول المختلفة قد لا تستخدم نفس الفئات التصنيفية، أو يمكن أن تعرّف الفئات التصنيفية بطريقة مختلفة (على سبيل المثال استخدام تعريفات مختلفة للفقر).

## تطور التقليد البحثي
يكثر الجدل حول الوقت الذي بدأ فيه البحث المقارن. فقد أشار كارل دويتش إلى أن الباحثين يستخدمون هذا الشكل من البحث والاستقصاء منذ أكثر من 2000 عام. وتعتبر مقارنة الأشياء أساسًا ضروريًا للبحث العلمي والفلسفي، وهو الأساس الذي يُعتمد عليه منذ وقت طويل. ويتسم معظم المؤلفين بالتحفظ الشديد في تقييمهم لطول المدة التي استخدم فيها البحث المقارن. لذلك، يعتبر جدلًا غير مثمر بدرجة كبيرة يدور حول تعريف التقليد البحثي مع أولئك الذين يتساءلون إذا ما كانت مقارنة الأشياء تعتبر بحثًا مقارنًا أم لا.
بدأ ظهور الكتب المبنية على هذا الشكل من الدراسة في السنوات التي تلت عام 1880 إلا أنها انتشرت بشدة بعد الحرب العالمية الثانية. كما يوجد العديد من الأسباب التي أدت لبلوغ البحث المقارن مكانة مرموقة في مجموعة الأدوات التي يعتمد عليها علماء العلوم الاجتماعية. وقد كانت العولمة عنصرًا مهمًا حيث أدت إلى تزايد الرغبة في التبادل التعليمي وإمكانية حدوثه وإلى الفضول الفكري حول الثقافات الأخرى. كذلك، ساعدت تكنولوجيا المعلومات في إنتاج بيانات كمية يمكن مقارنتها، كما سهّلت تكنولوجيا الاتصالات الدولية نشر هذه المعلومات.

## تعريف البحث المقارن
بكلمات موجزة، يمكن تعريف البحث المقارن بأنه مقارنة شيئين أو أكثر مع الرغبة في استكشاف شيء ما يتعلق بأحد أو جميع ما يخضع للمقارنة. فهذا الأسلوب غالبًا ما يستفيد من عدة تخصصات بحثية من خلال دراسة واحدة. وبالنسبة للمنهجية، فهناك شبه اتفاق على أنه لا توجد منهجية خاصة بالبحث المقارن. ومن ثمّ، يتميز المنهج متعدد التخصصات بأنه المنهج المناسب بسبب المرونة التي يوفرها، إلا أن البرامج المقارنة ينبغي أن ترد على دعوى أن أبحاثها تفتقد «الترابط الكلي».
يوجد بعض الطرق المحددة التي يكثر استعمالها في الدراسات المقارنة أكثر من غيرها. وفي هذا المنهج، يُستخدم التحليل الكمي أكثر من التحليل الكيفي، ويمكن رؤية ذلك في غالبية الدراسات المقارنة التي تستعمل البيانات الكمية. إن المنهجية العامة في مقارنة الأشياء مماثلة لمنهجية الأبحاث المقارنة كما توجد في تطبيقنا اليومي للمقارنة بين الأشياء. فالقضايا المماثلة تعامل بنفس الطريقة، والقضايا المختلفة تعامل بطريقة مختلفة، ويحدد مدى الاختلاف درجة الاختلاف التي تعامل بها القضايا. فإذا ما كان المرء قادرًا على التمييز بدرجة كافية بين قضيتين؛ فلن تكون نتائج البحث المقارن نافعة بدرجة كبيرة.
ويعتبر التحليل الثانوي للبيانات الكمية أحد مناهج البحث المقارن المستعملة بكثرة نسبيًا؛ وهذا بالتأكيد يرجع جزئيًا إلى كُلفة الحصول على البيانات الأولية الخاصة بهذه الأشياء الكبيرة مثل سياسة الدولة البيئية. وتعتبر هذه الدراسة بصورة عامة تحليلًا إجماليًا للبيانات. ويكثر مقارنة كميات كبيرة من البيانات (خاصة الصادرة عن الحكومة). فأحد الأساليب النموذجية لمقارنة دول الرفاهية هي الموازنة بين مستويات إنفاقها على الرفاهية الاجتماعية.
واتساقًا مع المدى الذي بلغه التنظير خلال القرن الماضي، فإن البحث المقارن لا يميل إلى دراسة «النظريات الكبرى» مثل الماركسية. ولكن ينشغل بدلًا من ذلك بالنظريات متوسطة النطاق التي تميل لوصف النظام الاجتماعي بكل ما يتضمنه ولكن كجزء منه. وأحد الأمثلة الجيدة على هذا برنامج البحث المشترك الذي يبحث عن الاختلافات بين نظامين اجتماعيين أو أكثر، ثم دراسة هذه الاختلافات في علاقتها ببعض المتغيرات الأخرى المشتركة في تلك المجتمعات لبحث إذا ما كانت متصلة أم لا. ويعتبر بحث إيسبنج أندرسون حول أنظمة الرفاهية الاجتماعية هو النموذج التقليدي لهذه الأبحاث. فقد لاحظ وجود اختلاف في أنواع أنظمة الرفاهية الاجتماعية وقارن بينها بالاعتماد على مستوى عدم اعتبار بضائع الرفاهية الاجتماعية لديها سلعًا. فوجد أنه كان قادرًا على تصنيف دول الرفاهية إلى ثلاثة أنواع استنادًا إلى مستوى نزع الصفة السلعية عن السلع لديهم. وفيما بعد، بنى نظريته على ذلك حيث أشار إلى أن نزع السلعية استند على تركيب من الائتلاف والحراك التصنيفي والإرث النظامي. فهنا يستخدم إيسبنج أنديرسن البحث المقارن: حيث يأخذ العديد من الدول الغربية ويقارن بين مستويات نزع الصفة السلعية لديها؛ ثم يضع نظرية الاختلاف بناء على نتائجه.
يمكن أن يتخذ البحث المقارن العديد من الأشكال. ويعتبر المكان والزمان عنصرين أساسيين. بالنسبة للاعتبار المكاني، تكون المقارنات بين القضايا الوطنية هي الأكثر شيوعًا؛ فتقارن بين المجالات أو الثقافات أو الحكومات المختلفة أيضًا وتعتبر شديدة النفع خاصة في دولة مثل نيوزيلاندا حيث تختلف السياسات غالبًا بناء على العرق الذي تنتمي إليه. وتتضمن الدراسات المتكررة المقارنة بين الأقاليم أو مقارنة دول متشابهة أو مختلفة، أو مجموعة من الدول، ومقارنة دولة المرء ذاته بالدول الأخرى أو بالعالم كله.
وينطوي البحث التاريخي المقارن على مقارنة أطر زمنية مختلفة. فالخياران الرئيسيان في هذا النموذج هو مقارنة مرحلتين زمنيتين (سواءٌ فترات خاطفة أو سلاسل زمنية)، أومقارنة نفس الشيء في فترات زمنية لمعرفة إذا ما كانت السياسات تؤثر بمرور الوقت أم لا.
وعندما يتعلق الأمر بموضوع الدراسة بالأبحاث المقارنة فالعديد يؤكدون أنه ليس فريدًا على الإطلاق. فربما يكون هذا حقيقيًا في الواقع إلا أن قراءة مختصرة بعناية للأبحاث المقارنة تكشف أنه يوجد موضوعات متكررة أكثر من غيرها. فيعتبر تحديد إذا ما كانت العناصر الاقتصادية الاجتماعية أو السياسية أكثر أهمية في تفسير الإجراءات الحكومية موضوعًا مألوفًا. وبصورة عامة فإن الشيء الوحيد المحدد في موضوعات البحث المقارن هو وجود الاختلافات التي تخضع للتحليل.